# الدوري الأردني 1949
احصائيات الدوري الأردني لكرة القدم في موسم 1949.

## نظرة عامة
توج الأهلي باللقب.

## روابط خارجية
- الموقع الرسمي للاتحاد الأردني لكرة القدم